# Partula cuneata
Partula cuneata foi uma espécie de gastrópodes da família Partulidae.
Foi endémica da Polinésia Francesa.